# Regimento interno
Regimento interno é um conjunto de regras estabelecidas por um grupo para regulamentar o seu funcionamento, podendo ser usado em diversas atividades, nos mais variados campos, seja do Poder Público, seja na iniciativa privada. Tem uma importância bastante destacada nos tribunais.

## Exemplos de utilização

### Poder Judiciário
Nos tribunais, o regimento interno determina como é o procedimento para o julgamento de um processo que é levado à apreciação do tribunal. Sendo muito deles compostos por muitos magistrados (dezenas e até mesmo centenas), um processo submetido a julgamento não é apreciado por todos os integrantes do tribunal. É o regimento interno que determinará quem e como será o julgamento.
É comum em um regimento interno a previsão da divisão dos magistrados em grupos menores, que geralmente são denominados turmas ou câmaras, especializados em algum ramo do direito (turmas cíveis, criminais, de direito público, ou ainda mais especializadas). Muitas vezes o conjunto de turmas de determinada matéria são agrupadas em grupos maiores, chamados seções, que podem ser incumbidas de uniformizar o entendimento do tribunal a respeito de uma matéria (caso algumas turmas entendam que uma lei é aplicável em um caso específico e outras entendam que não é aplicável, o caso pode ser levado a um conjunto maior de magistrados do tribunal que julgam o mesmo assunto para tentar harmonizar o entendimento).

### Poder Legislativo
O Regimento Interno da Assembleia Legislativa constitui normas e princípios que fundamentam as funções legislativas, administrativas e fiscalizadoras do parlamento estadual.
As funções legislativas consistem na elaboração de leis definidas como de competência do Legislativo Estadual, conforme preceitos constitucionais. Nestes termos, os deputados podem apresentar projetos de lei, moções, emendas aos projetos de lei, etc..
Já as funções fiscalizadoras destinam-se à fiscalização e ao controle dos atos do Poder Executivo, assim como de atos de representantes da administração pública. A função fiscalizadora é exercida por intermédio de apresentação de requerimentos de informação sobre a administração, criação de Comissões Parlamentares de Inquérito para apuração, realização de vistorias, inspeções e ainda, por intermédio de convocação de audiências públicas.
As medidas administrativas destinam-se à organização dos serviços internos, tais como composição da Mesa Diretora, constituição das comissões, bancadas partidárias etc. Essa função é restrita à organização interna, regulamentação de funcionalismo, estruturação e organização de seus serviços auxiliares.As funções legislativas consistem na elaboração de leis definidas como de competência.
Em uma casa legislativa (Câmara dos Deputados, Senado Federal, Assembleia Legislativa, etc.), por exemplo, o regimento interno determinará de que maneira serão procedidas as votações (como apresentar um projeto, como será a discussão, ordem de votação, etc), além de outros assuntos internos, como a eleição dos dirigentes da casa.

### Órgãos administrativos
É comum órgãos administrativos possuírem regimento interno, de modo a regulamentar como se dará o funcionamento desse órgão, visando o cumprimento de sua função pública regularmente instituída.

### Iniciativa privada
Nada impede que qualquer organização, com ou sem fins lucrativos, baixe um regimento interno (ou regulamento interno) para estabelecer regras que devem ser obedecidas em seu interior. É uma norma interna, não aplicável a pessoas não pertencentes a essa organização, pois não tem o caráter de lei de cumprimento obrigatório a todos.

## Regimentos Reais
Uma das designações comuns em Portugal e nas suas colónias para agrupar normas jurídicas no passado, eram os Regimentos. Este cobriam matérias tão diferentes entre si como, por exemplo, o Regimento do Capitão-de-mar-e-guerra (1722), os Regimentos do Cosmógrafo-Mor de 1559 e 1592, o Regimento da Intendência de Minas Gerais de 1702 ou Regimentos de Évora e de Arraiolos do século XV.